# Чхомсондэ
Чхомсондэ́ (кор. 첨성대) — древняя астрономическая обсерватория в Инвандоне г.Кёнджу пров.Кёнсан-Пукто, Республика Корея. Чхомсондэ в переводе с корейского языка означает башня для наблюдения за звёздами. Является одной из старейших сохранившихся обсерваторий в Восточной Азии, и одним из старейших научных сооружений на Земле. Датируется VII веком (эпоха государства Объединённое Силла, чьей столицей был Кёнджу). 20 декабря 1962 года Чхомсондэ была включена в список Национальных сокровищ страны под номером 31. Всемирное наследие ЮНЕСКО.

## Обзор
Согласно Самгук Юса, Чхомсондэ была построена во время правления королевы Сондок (632—647) недалеко от столицы государства. Башня была построена из 362 кусков гранита, олицетворяющих 362 дня лунного года. Некоторые исследования, однако, говорят о том, что количество кусков равно 366 . Имеет кладку в 27 уровней, 12 из которых находятся ниже смотрового окна, и 12 — выше. Число 12 символизирует количество месяцев в году.
Квадратные и круглые формы символизируют, соответственно, землю и небо. Площадь макушки башни равна половине площади её основания.
Высота башни — 9,4 метра, ширина в основании — 5,7 метра. Архитектурный стиль схож с архитектурой храма Пунхванса в Кёнджу, скорее всего, на него оказало влияние соседство с танским Китаем.